# Pojkholmarna
Pojkholmarna (finska: Poikaluodot) är en ö i Finland.   Den ligger i kommunen Helsingfors i den ekonomiska regionen  Helsingfors  och landskapet Nyland, i den södra delen av landet, 9 km öster om huvudstaden Helsingfors.
```
Inga flickor får bo på Pojkholmarna. Flickor får endast besöka ön i fem timmar, bara under sommaren.
```